# Konstantin Pszenicyn
Konstantin Fiodorowicz Pszenicyn (ros. Константин Федорович Пшеницын, ur. 1892, zm. 23 maja 1937) – radziecki działacz partyjny i państwowy.

## Życiorys
W listopadzie 1917 wstąpił do SDPRR(b), 1918 pracował w syberyjskim komisariacie wojskowym, został aresztowany przez białych i w 1920 zwolniony. W 1920 był pełnomocnikiem politycznym, sekretarzem i przewodniczącym Oddziału Wojskowo-Technicznego we Władywostoku, 1921 kierował Wydziałem Specjalnym Państwowej Ochrony Politycznej Republiki Dalekiego Wschodu, od 10 lutego 1922 do 31 stycznia 1923 był sekretarzem odpowiedzialnym Nadmorskiego Obwodowego/Gubernialnego Biura Organizacyjnego RKP(b). Od lutego 1923 do kwietnia 1926 był sekretarzem odpowiedzialnym Nadmorskiego Gubernialnego Komitetu RKP(b)/WKP(b), potem kierownikiem Wydziału Organizacyjnego Dalekowschodniego Komitetu Krajowego WKP(b), a 1927-1929 instruktorem KC WKP(b). W latach 1929–1931 był zastępcą kierownika Wydziału Kultury i Propagandy KC WKP(b), 1931-1932 sekretarzem Dolno-Wołżańskiego Komitetu Krajowego WKP(b), od 1932 do 7 marca 1934 I sekretarzem Nadmorskiego Komitetu Obwodowego WKP(b), od 10 lutego 1934 do końca życia członkiem Komisji Kontroli Partyjnej przy KC WKP(b), jednocześnie od kwietnia 1935 do śmierci II sekretarzem Komitetu Obwodowego WKP(b) w Swierdłowsku. Popełnił samobójstwo.